# Stelios Mygiakīs
Stylianos Mygiakīs, talvolta accreditato come Mīgiakīs, detto Stelios (in greco Στυλιανός "Στέληως" Μυγιάκης o Μηγιάκης?; Rethymno, 5 maggio 1952), è un ex lottatore greco.
Ha partecipato a quattro edizioni (1972, 1976, 1980 e 1984) dei giochi olimpici, conquistando una medaglia a Mosca 1980.

## Palmarès
Olimpiadi
- 1 medaglia:
  - 1 oro (lotta greco-romana - pesi gallo a Mosca 1980)